# Неа-Потидея
Не́а-Поти́дея (греч. Νέα Ποτείδαια) — село в Греции. Административно относится к общине Неа-Пропондида в периферийной единице Халкидики в периферии Центральная Македония. Расположено на высоте 20 м над уровнем моря, на перешейке полуострова Касандра, между заливами Термаикос и Касандра Эгейского моря, южнее канала Потидея. Площадь 17,676 км². Население — 1559 человек по данным переписи 2011 года.

## История

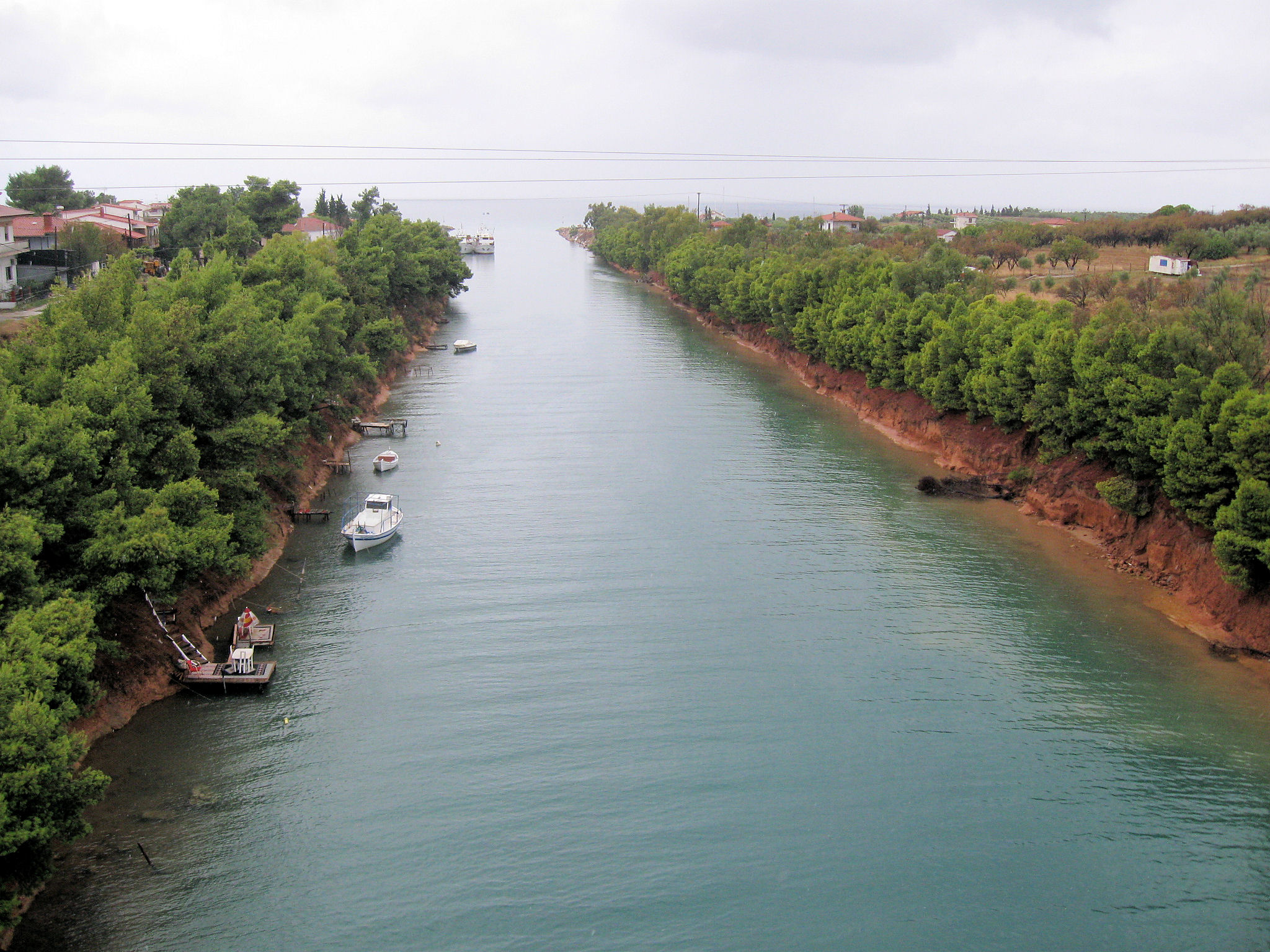
Канал Потидея

На месте села Неа-Потидея находился основанный коринфянами город Потидея (др.-греч. Ποτίδαια, лат. Potidaea — город Посейдона). Во время Пелопоннесской войны город после долгой осады достался афинянам, которые переселили многих жителей его в Олинф. В 348 году до н. э. город Потидея отвоеван у афинян и разрушен македонским царём Филиппом, территорию города он подарил олинфянам. В 316 году до н. э. македонским царём Кассандром основан город Кассандрия (др.-греч. Κασσάνδρεια). После битвы при Пидне в 168 году до н. э. город завоёван римлянами. До нашествия гуннов был значительнейшим из македонских городов. В 539/540 году разрушен гуннами. При Юстиниане I вторично был восстановлен. В 552 году император Юстиниан для защиты Кассандрии соорудил крепостные стены. Согласно раскопкам стены были длиной 1200 м и имели 21 башню. Затем мало-помалу город исчезает из истории.
Канал Потидея упоминается Страбоном в I веке. Канал был прорыт через перешеек полуострова Паллена (ныне Касандра) длиной 5 стадий. Морской путь вокруг полуострова составлял по Страбону 570 стадий.
В позднеримский период в Кассандрии существовала епископская кафедра. Кассандрийский епископ Ермоген участвовал в Эфесском соборе 449 года. Кассандрийская епископия, подчинённая Фессалоникийской митрополии, регулярно упоминается в византийский и поздневизантийский период.
С X века Кассандрия снова упоминается в источниках, главным образом в актах афонских монастырей.
Во время каталонской кампании захвачена Кассандрия, в 1307/1308 году здесь находилась военная база каталонцев.
Иоанн VII Палеолог не позднее 1407 года возвёл новые крепостные стены на месте древних для защиты полуострова. Около 1430 года Кассандрия захвачена турками и позднее не упоминается.
В поздневизантийский период епископская кафедра перенесена из Кассандрии в Валту (ныне Касандрия).
Село основано беженцами из Малой Азии после малоазийской катастрофы и греко-турецкого обмена населением. Официально признано в 1924 году (ΦΕΚ 259Α).

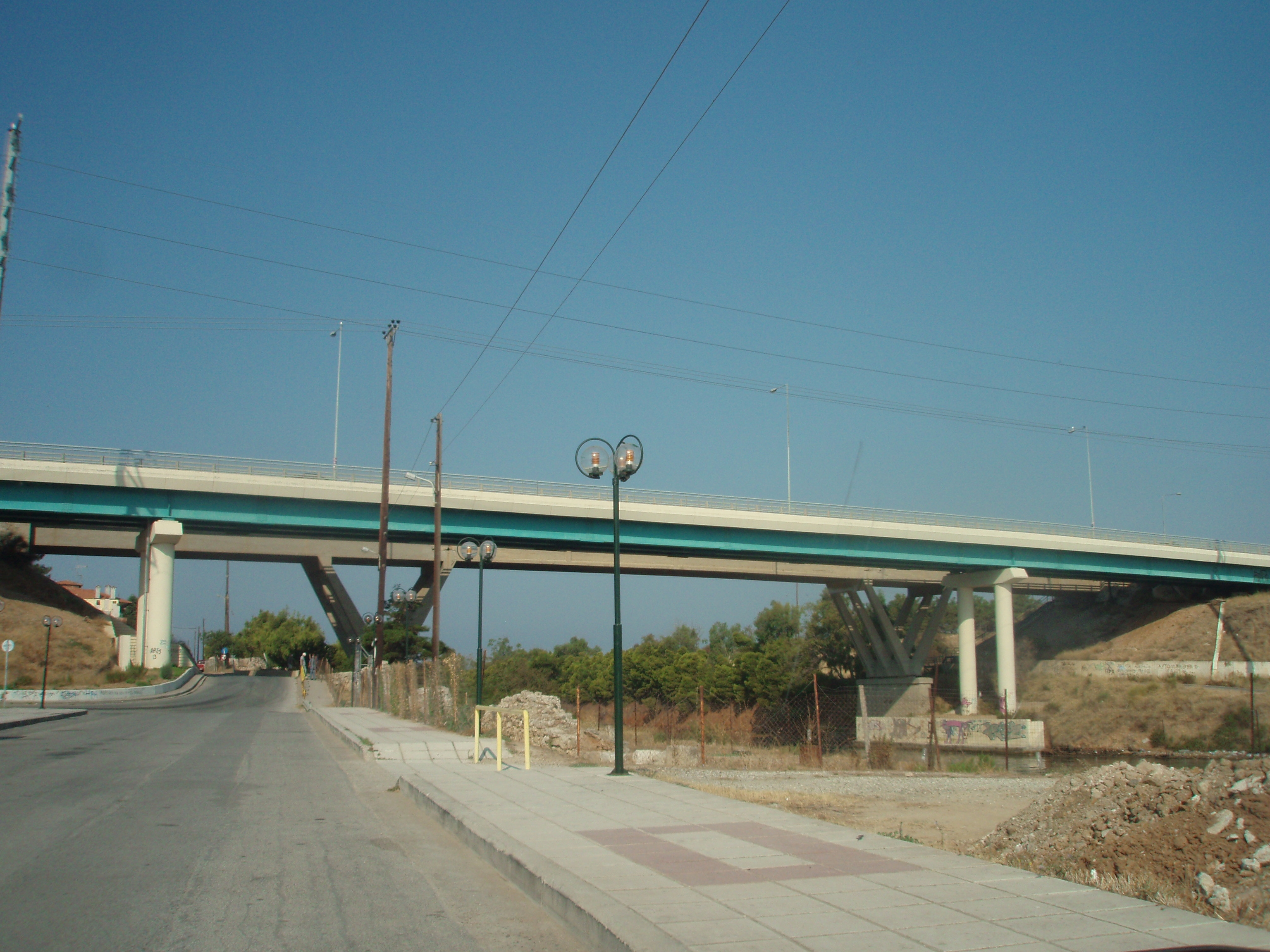
Автомобильный мост в Неа-Потидее через канал

Современный судоходный канал Потидея был прорыт в 1935—1937 годах. Через канал существовало паромное сообщение. В 1970 году был открыт через канал автомобильный мост в Неа-Потидее, в 2001 году параллельно ему открыт новый мост.

## Население
| Год  | Население, человек |
| ---- | ------------------ |
| 1991 | 987                |
| 2001 | 1411               |
| 2011 | ↗ 1559             |